# Metachrostis nannata
Metachrostis nannata är en fjärilsart som beskrevs av George Francis Hampson 1910. Metachrostis nannata ingår i släktet Metachrostis och familjen nattflyn. Inga underarter finns listade i Catalogue of Life.